# Альберт (король Саксонії)
Альберт I (нім. Albert, нар. 23 квітня 1828 — пом. 19 червня 1902) — 5-й король Саксонії в 1873—1902 роках.

## Життєпис

### Молоді роки
Походив з Альбертинської лінії Веттінів. Старший син Йоганна, курпринца Саксонії, та Амалії Августи Віттельсбах. Народився 1828 року в Дрездені. Здобув початкову ґрунтовну освіту під керівництвом відомого історика Фрідріха Альберта фон Лангенна. Потім мав схильність до військової справи і отримав військову освіту під керівництвом генерала фон Мангольдта. В 15 років поступив на військову службу. 1847 року поступив до Боннського університету, де вивчав право і політологію.
У 1849 році у званні поручик брав участь з саксонськими військами у війні проти Данії з приводу Шлезвіг-Гольштейну. Відзначився у битві при Дюббелі. За цю кампанію був нагороджений саксонським військовим орденом св. Генріха і прусським орденом Pour le Mérite. Незабаром потім в чині майора командував самостійно Бауценською залогою.
1851 року стає полковником. У 1853 був призначений командувачем всій саксонської піхотою. 18 червня 1853 року одружився з принцесою Каролою Ваза.

### Кронпринц
У 1854 році після вступу на престол його батька, був призначений головою державної ради і увійшов як дійсний член до верхньої палати Саксонського ландтагу. 1857 року стає генералом піхоти.
У 1866 році під час австро-прусської війни командував усією саксонської армією. В кінці червня, не маючи змоги одноосібно боронити Саксонію, він приєднався до Північної австрійської армії в Богемії. Спочатку був призначений підтримувати генерала Едуарда Клам-Галласа. Разом з ним він брав участь 28 і 29 червня в боях біля Мюнхенгретца і під Гітчіном, а 3 липня в битві під Кеніггрецом наполегливо захищав проблуську позицію до загально відступу австрійської армії на інших позиціях. Його заслуги нагороджені великим хрестом саксонського військового ордена св. Генріха і Кавалерським хрестом австрійського ордена Марії Терезії.
На початку франко-німецької війни 1870 XII армійський корпус північнонімецької армії (колишня саксонська армія) під орудою Альберта Саксонського увійшов до складу Другий німецької армії під командування принца Фрідріха-Карла Прусського. 18 серпня він разом з прусським гвардійським корпусом з великими втратами захопив сильну французьку позицію при Сент-Пріва і Марі-о-Шен і таким чином істотно сприяв перемозі в битві біля Гравелотте. Потім він отримав командування Четвертою (Мааською) армією, виконав флангові рух на північ, розбив 30 серпня французького маршала Патріса де Мак-Магона при Бомоні, потім відзначився у битві при Седані, здійснивши оточення французів на сході та півночі. При облозі Парижа він діяв на північному і північно-східному фронтах. Під час облоги він заблокував французькі спроби вирватися із оточення в битвах при Ле Бурже та Вільє.
Після укладення 1871 року Франкфуртського миру призначений генерал-фельдмаршалом Німеччини. Невдовзі отримав таке саме звання від російського імператора Олександра II. Потім командував окупаційною армією у Франції, був генеральним інспектором армії.

### Король
Після смерті батька у 1873 році стає королем Саксонії. Діяльно підтримував консервативно-реакційну партію. Проте більше уваги приділяв армії. У 1870-х роках Альберт ініціював будівництво передмістя Дрездена — Альберштадта. У 1878 та 1887 роках відбулася реформа податкової системи, перенесено монетний двір з Дрездена до Мулденгюттена (біля Фрайберга). У 1879 році ініціював відновлення школи Сен-Афра в Майсені. Перенесення монети Саксонської держави з Дрездена до хат Малден.
1891 року з ініціативи короля було відкрито князівську школу Св. Августина в Гріммі. У 1896 році сприяв проведенню нового виборчого закону, який замість порівняно помірного цензу впровадив систему обрання за трьома класами, внаслідок чого соціал-демократи були зовсім усунені з саксонського ландтагу. У 1897 році був призначений арбітром між претендентами на князівство Ліппе.
Помер 1902 року. Йому спадкував брат Георг I.

## Родина
Дружина — Карола, донька шведського принца Густава Вази.
Дітей не було.

## Нагороди

### Німеччина

#### Саксонське королівство
- Орден Рутової корони (1831)
- Військовий орден Святого Генріха
  - лицарський хрест (22 квітня 1849)
  - великий хрест (16 липня 1899)
- Орден Альберта (Саксонія), великий хрест
- Орден Заслуг (Саксонія), великий хрест

#### Прусське королівство
- Орден Червоного орла з ланцюгом (21 вересня 1844)
- Орден Червоного орла, великий хрест
- Pour le Mérite з дубовим листям і короною
  - орден (21 червня 1849)
  - дубове листя (6 грудня 1870)
  - корона (16 липня 1899)
- Залізний хрест 2-го і 1-го класу
- Великий хрест Залізного хреста (22 березня 1871)

#### Баварське королівство
- Орден Святого Губерта (1850)
- Військовий орден Максиміліана Йозефа, великий хрест (22 березня 1871)
- Орден «За заслуги» (Баварія), великий хрест з мечами

#### Велике герцогство Гессенське
- Орден Людвіга (Гессен), великий хрест (9 червня 1851)
- Хрест «За військові заслуги» (Гессен) (9 липня 1871)

#### Велике герцогство Баденське
- Орден Вірності (Баден) (1853)
- Орден Церінгенського лева, великий хрест (1853)
- Орден Військових заслуг Карла Фрідріха, великий хрест (1871)

#### Вюртемберзьке королівство
- Орден Вюртемберзької корони, великий хрест (1864)
- Орден «За військові заслуги» (Вюртемберг), великий хрест (30 листопада 1870)

#### Інші країни
- Орден дому Саксен-Ернестіне, великий хрест (червень 1846)
- Королівський гвельфський орден, великий хрест (Ганноверське королівство; 1849)
- Орден Білого Сокола, великий хрест (Велике герцогство Саксен-Веймар-Айзенаське; 1 лютого 1850)
- Орден Золотого лева (Гессен-Кассельське ландграфство; 6 жовтня 1854)
- Орден Золотого Лева Нассау (листопад 1858)
- Орден Заслуг герцога Петра-Фрідріха-Людвіга, великий хрест з золотою короною і мечами (Велике герцогство Ольденбурзьке; 18 січня 1871)
- Орден Альберта Ведмедя, великий хрест (Ангальтське герцогство; 1879)

### Австро-Угорщина
- Королівський угорський орден Святого Стефана, великий хрест (1849)
- Орден Золотого руна (1850)
- Військовий орден Марії Терезії, лицарський хрест (1866)

### Сардинське королівство
- Вищий орден Святого Благовіщення (11 квітня 1850)
- Орден Святих Маврикія та Лазаря, великий хрест (11 квітня 1850)

### Російська імперія
- Орден Андрія Первозванного (20 липня 1851)
- Орден Святого Олександра Невського (20 липня 1851)
- Орден Святого Георгія 2-го ступеня (вересень 1879)

### Шведсько-норвезька унія
- Орден Серафимів (2 червня 1875)
- Орден Святого Олафа, великий хрест (19 липня 1888)

### Інші країни
- Орден Леопольда I, великий хрест (Бельгія; 25 травня 1853)
- Орден Карлоса III, великий хрест з ланцюгом (Іспанія)
  - орден (4 березня 1856)
  - ланцюг (8 жовтня 1883)
- Орден Почесного легіону, великий хрест (Друга французька імперія; серпень 1867)
- Орден Слона (Данія; 14 червня 1878)
- Орден Віллема, великий хрест (Нідерланди; 9 липня 1878)
- Орден Підв'язки (Британська імперія; 20 лютого 1882)
- Орден хризантеми з великою стрічкою (Японська імперія; 27 листопада 1882)
- Орден Королівського дому Чакрі (Сіам; 24 серпня 1897)